# Caos (mitología)
En algunos relatos cosmogónicos griegos e igualmente presente en otras culturas, el Caos (en griego: Χάος, latín: Chăos) es aquello que existe antes que el resto de los dioses y fuerzas elementales, es decir, el estado prístino del cosmos. El término procede del griego antiguo χάος, ‘espacio que se abre’, o ‘hendidura’, y procede del verbo χάω, que en formas derivadas significa ‘bostezar’, ‘abrirse una herida’ o ‘abrirse de una caverna’. En el siglo V a. C.  se lo identificó con el aire, el espacio o el vacío en el que se encuadra el resto de la existencia. El concepto moderno del caos se lo debemos a Ovidio, pues fue él quien se refirió a este término como una «una masa sin forma y sin elaborar» (rudis indigestaque moles).

## Naturaleza primordial

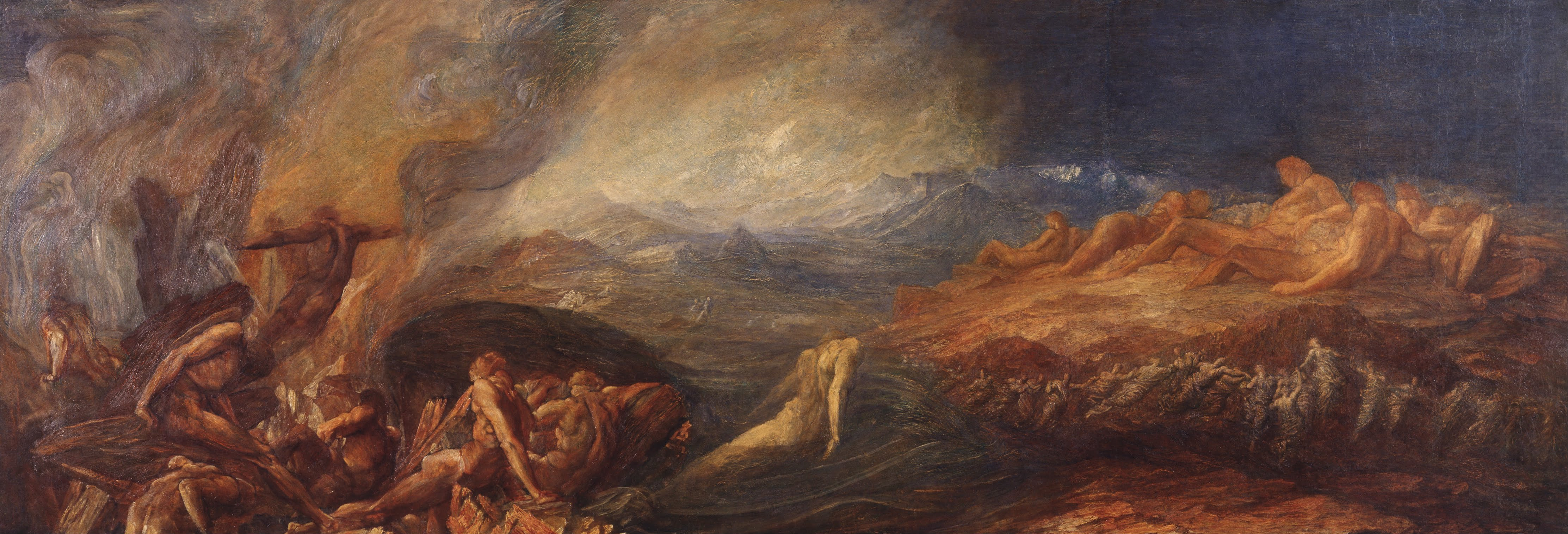
George Frederic Watts – Caos (1875).

### Cosmogonía
Hesíodo y los presocráticos utilizan el término griego en el contexto de la cosmogonía. El Caos de Hesíodo ha sido interpretado como «el enorme vacío sobre la Tierra creado cuando la Tierra y el Cielo se separan de su unidad primordial» o «el enorme espacio debajo de la Tierra sobre el que la Tierra descansa». Pasajes de la Teogonía de Hesíodo sugieren que el Caos estaba ubicado debajo de la Tierra pero encima del Tártaro. A veces se decía que el Caos primordial era el verdadero fundamento de la realidad, en particular por filósofos como Heráclito. Los órficos lo denominan como el Abismo (Χάσμα, Chásma).

### Género gramatical
Hesíodo utiliza «Χάος» con género neutro. Aristófanes escribe «Χάους» también como neutro, pero sugiere que pudiera ser una entidad femenina, pues fue fecundado por Eros para engendrar a las tribus de los pájaros. Quinto de Esmirna, siguiendo a Aristófanes, también usa la forma neutra «Χάους». Virgilio usa «Chao», que puede ser masculino o neutro. Boccaccio lo denomina como «este o esta» haciendo hincapié en que ni conoce su género ni tampoco es relevante.

### Ascendencia y descendencia
Como deidad o fuerza primordial el Caos apenas es asociado en los textos mitográficos. Las pocas fuentes que así lo hacen el primer ser de la existencia y por lo tanto es inengendrado. Los órficos dicen que nació del Tiempo (Χρόνος) y los romanos de las Tinieblas (Calīgo), pero en ningún caso se le asocian dos progenitores. En cuanto a su descendencia, algunos dicen que Caos y Eros engendraron a las tribus de los pájaros. Otros que de Caos y Éter nació el huevo cósmico (del que surgiría Fanes). Y otros más que Caos y Calígine engendraron a Érebo, Éter, Noche y Día. Otras fuentes, sin citar el consorte, dicen que Caos engendró a Érebo y la Noche, las Moiras o Eros.

## Tradición griega

### En Hesíodo
Según la Teogonía de Hesíodo, Caos fue lo primero que existió, y luego enumera otras figuras cosmogónicas elementales como Gea (la Tierra) y el Tártaro. Considerar a estas deidades primordiales de la mitología griega como hijos de Caos es un punto conflictivo, ya que Hesíodo jamás dice de forma explícita que fueran engendrados por aquel. No obstante, muchos expertos lo dan por supuesto al considerar que, al ser Caos la única entidad existente originalmente, las deidades posteriores necesariamente debieron surgir de él. Nix (la Noche) y Érebo sí son referidos de forma explícita como hijos de Caos (v. 124), siendo Éter y Hemera (el Día) sus nietos (v. 125-6). 
En la Teogonía de Hesíodo, el Caos fue lo primero que existió: «al principio el Caos llegó a ser» (o fue), pero después (posiblemente del Caos) vinieron Gea, el Tártaro y Eros (en otro lugar se usa el nombre Eros para un hijo de Afrodita). Érebo y Nix nacieron inequívocamente del Caos. Para Hesíodo, el Caos, como el Tártaro, aunque suficientemente personificado como para haber engendrado hijos, era también un lugar lejano, subterráneo y «sombrío», más allá del cual vivían los titanes; y, como la tierra, el océano y el aire superior, también era capaz de ser afectado por los rayos de Zeus.
La noción de infinitud temporal era familiar para la mente griega desde la antigüedad remota en la concepción religiosa de la inmortalidad.  El objeto principal de los primeros esfuerzos por explicar el mundo siguió siendo la descripción de su crecimiento, desde un principio. Creían que el mundo surgía de una unidad primordial y que esta sustancia era la base permanente de todo su ser. Anaximandro afirma que el origen es ápeiron (lo ilimitado), una sustancia divina y perpetua menos definida que los elementos comunes (agua, aire, fuego y tierra) tal como los entendían los primeros filósofos griegos. Todo se genera a partir del ápeiron y debe retornar allí según la necesidad. Una concepción de la naturaleza del mundo era que la tierra debajo de su superficie se extendía indefinidamente y tenía sus raíces en o por encima del Tártaro, la parte inferior del inframundo. En una frase de Jenófanes, «El límite superior de la tierra linda con el aire, cerca de nuestros pies. El límite inferior llega hasta el "apeiron" (es decir, lo ilimitado)». Las fuentes y los límites de la tierra, el mar, el cielo, el Tártaro y todas las cosas se encuentran en una gran brecha ventosa, que parece infinita y es una especificación posterior del "caos".
Una importante tradición filológica considera que Caos es la hendidura o resquicio situado entre el cielo y la tierra. Hesíodo relata en la Titanomaquia que Zeus, al lanzar el rayo a los Titanes, hace estremecer a Caos, y compara este hecho con el acercamiento entre Urano (el Cielo) y Gea (la Tierra). Este pasaje, sumado al valor semántico de la palabra Χάος, hace admisible la interpretación de Francis Macdonald Cornford, según la cual las palabras del verso 116 (Χάος γένετ᾽) deben traducirse como «surgió el resquicio entre la tierra y el cielo». Geoffrey Stephen Kirk y John Earle Raven refuerzan esta interpretación, y si bien tienen en cuenta la dificultad de que en la fuente Urano derive de Gea en un estadio posterior de la cosmogonía, piensan que lo que Hesíodo quiso decir es que al principio había un todo informe, que el cielo y la tierra formaban una masa indiferenciada y en el principio relatado se separaron: lo primero es esta separación, que luego se reduplica figurativamente en el nacimiento de Urano a partir de Gea y mitopoyéticamente en el relato de la castración de Urano por parte de Crono (v.154ss).
Una variante de esta interpretación la da Olof Gigon. Indica que Hesíodo parte de la imagen del cosmos como cavidad formada por la bóveda el cielo y la tierra como suelo, y luego suprime mentalmente a ambos para llegar a un concepto como Caos. Es algo completamente indeterminado, lo que viene indicado por el hecho de que la palabra para designarlo es gramaticalmente neutra. Esto lo acerca al ἄπειρον (ápeiron, ‘lo indeterminado’) de Anaximandro. Para Gigon, bajo la faz de una divinidad cosmogónica semejante se esconde el concepto filosófico de un principio anterior a todo.

### En Aristófanes
En la comedia Las aves de Aristófanes, primero existió el Caos, la Noche, el Érebo y el Tártaro, de la Noche surgió Eros, y de Eros y el Caos surgió la raza de los pájaros.
En el principio sólo existían el Caos, la Noche, el oscuro Érebo y el profundo Tártaro. La Tierra, el aire y el cielo no existían. En primer lugar, la Noche de alas negras puso un huevo sin gérmenes en el seno de las infinitas profundidades del Érebo, y de éste, tras la revolución de largas eras, surgió el gracioso Eros con sus brillantes alas doradas, veloz como los torbellinos de la tempestad. Se apareó en el profundo Tártaro con el oscuro Caos, alado como él, y así nació nuestra raza, que fue la primera en ver la luz. La de los Inmortales no existió hasta que Eros reunió todos los ingredientes del mundo, y de su matrimonio surgieron el Cielo, el Océano, la Tierra y la raza imperecedera de los dioses benditos. Así pues, nuestro origen es mucho más antiguo que el de los habitantes del Olimpo. Nosotros [los pájaros] somos la descendencia de Eros; hay mil pruebas que lo demuestran. Tenemos alas y prestamos ayuda a los amantes. ¡Cuántos jóvenes hermosos, que habían jurado permanecer insensibles, han abierto sus muslos a causa de nuestro poder y se han entregado a sus amantes cuando estaban casi al final de su juventud, dejándose llevar por el regalo de una codorniz, un ave acuática, un ganso o un gallo!

### En Platón
En el Timeo de Platón, la principal obra de la cosmología platónica, el concepto de caos encuentra su equivalente en la expresión griega chôra, que se interpreta, por ejemplo, como ‘espacio informe’ (χώρα, chôra) en el que los rastros materiales (ἰχνή, ichnê) de los elementos están en movimiento desordenado. Sin embargo, la chôra platónica no es una variación de la interpretación atomista del origen del mundo, como lo deja claro la declaración de Platón de que la definición más apropiada de la chôra es «un receptáculo de todo devenir, su nodriza, por así decirlo», no bene un receptáculo para el acto creativo del demiurgo, el hacedor del mundo.

### En Aristóteles
Aristóteles, en el contexto de su investigación del concepto de espacio en física, problematiza la interpretación del caos de Hesíodo como “vacío” o “lugar sin nada en él”. Aristóteles entiende el caos como algo que existe independientemente de los cuerpos y sin lo cual no puede existir ningún cuerpo perceptible. El “caos” se introduce así en el marco de una investigación explícitamente física. Ahora ha superado en gran medida la comprensión mitológica y, en la obra de Aristóteles, sirve sobre todo para desafiar a los atomistas que afirman la existencia del espacio vacío.

## Las teogonías posteriores

### Tradición órfica

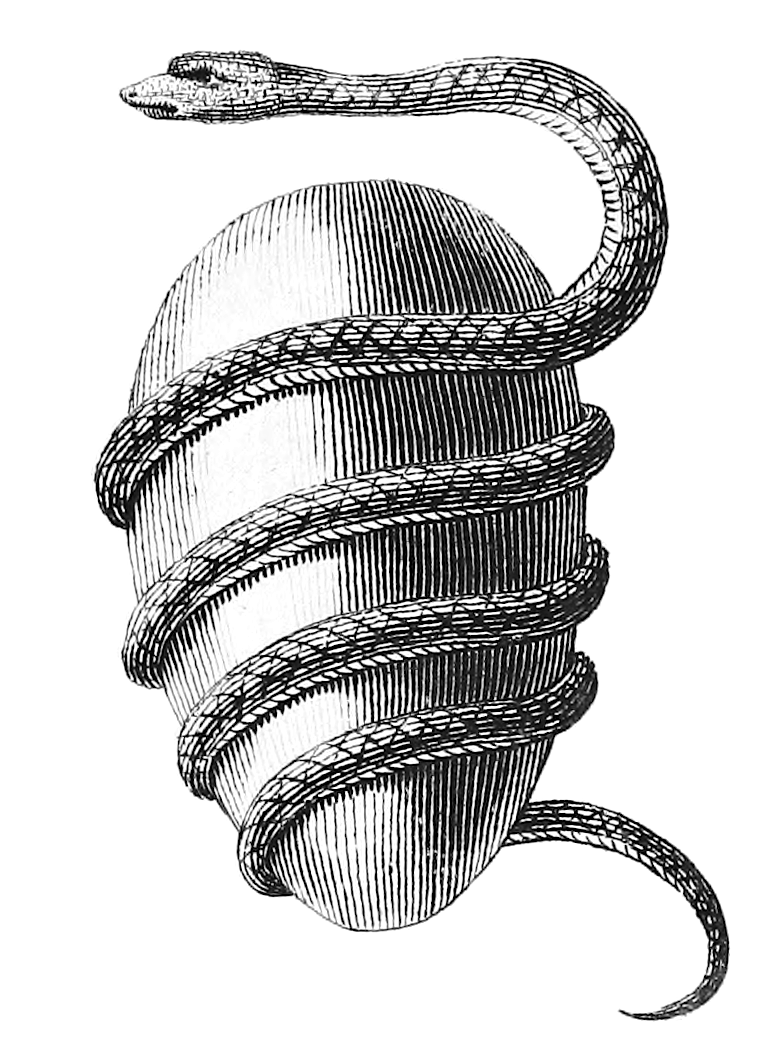
Huevo órfico, de Jacob Bryant.

Las teogonías órficas, en sus fragmentos, presentan un huevo primordial, equiparado con el Caos de Hesíodo. Este huevo no es lo primero que surge, sino que proviene del Tiempo (Χρόνος). Este engendra, por sí mismo, a los tres ‘aires’ o ‘espacios aéreos’: el húmedo Éter (el aire superior a la tierra), el ilimitado Caos (el espacio intermedio) y el brumoso Érebo (el aire inferior).
El huevo cósmico del orfismo fue tomado como materia prima para la obra magna de la alquimia griega primitiva. La primera etapa del proceso de producción de la piedra filosofal, es decir, nigredo, se identificó con el caos. Debido a la asociación con el relato de la creación del Génesis, donde "el Espíritu de Dios se movía sobre la faz de las aguas" (Gén. 1:2), el Caos se identificó además con el elemento clásico del Agua (cf. Hydros).

Las Argonáuticas órficas, en un relato confuso, nos relata el origen del los tiempos: 
«En un principio a la fatal Necesidad (Ἀνάγκη) del antiguo Caos y al Tiempo (Χρόνος), que engendró en sus enormes surcos al Éter y a Eros de dual naturaleza, visible por doquier e ilustre, famoso padre de la Noche eterna, a quien, como es sabido, los mortales más recientes llaman Fanetes (Φάνης), porque fue el primero que apareció».
La obra vuelve a concederle al caos su capacidad demiúrgica: «En primer lugar, el himno sombrío del antiguo Caos: cómo transformó los elementos, cómo el cielo fue a los confines».

### Tradición romana
Otra variante importante presenta Cayo Julio Higino en sus Fábulas. En el prólogo de dicha obra presenta un nuevo elemento del que nace Caos, a quien llama Calīgo, esto es, «niebla, tiniebla u oscuridad».
«De Tiniebla (Calīgo) [surgió] Caos (Chăos). De Caos y Tiniebla [surgieron] Noche (Nox), Día (Dies), Érebo (Erebus), Éter (Aether)».
En su obra Las metamorfosis, Ovidio describió al Caos apartándose del significado más antiguo del elemento mítico (‘resquicio’ o ‘hueco’), pero que ha determinado la orientación de las interpretaciones en uso desde entonces, hasta llegar al actual concepción familiar del caos como ‘completo desorden’.
«Antes de que existiesen el mar y la tierra, y el cielo que todo lo cubre, la faz de la naturaleza era uniforme en todo el universo; llamaban a esto caos, una masa sin forma y sin elaborar, nada más que un peso inerte y un montón de simientes discordantes de elementos no bien ensamblados».

### Tradición bíblica
Desde la clásica obra alemana de 1895 Schöpfung und Chaos in Urzeit und Endzeit de Hermann Gunkel, varios historiadores en el campo de los estudios bíblicos modernos han asociado el tema del caos en la cosmología babilónica anterior (y ahora otras narraciones afines de las cosmologías del antiguo Cercano Oriente) con la narrativa de la creación del Génesis. Además del Génesis, son relevantes otros libros del Antiguo Testamento, especialmente varios Salmos, algunos pasajes de Isaías y Jeremías y el Libro de Job.
Un foco de atención ha sido el término abismo / tohu wa-bohu en Génesis 1:2. El término puede referirse a un estado de no ser anterior a la creación  o a un estado sin forma. En el Libro del Génesis, el espíritu de Dios se mueve sobre la faz de las aguas, desplazando el estado anterior del universo que se asemeja a un "caos acuoso" sobre el cual hay choshek (que traducido del hebreo significa oscuridad/confusión). Sin embargo, algunos eruditos rechazan la asociación entre la creación bíblica y las nociones de caos de los mitos babilónicos y otros (como los chinos). La base es que los términos mismos en Génesis 1:2 no están semánticamente relacionados con o caos é o Inpernilly da SENTENSIS, y que el cosmos entero existe en un estado de caos en los mitos babilónicos, chinos y otros, mientras que como máximo esto puede decirse de la tierra en Génesis. La presencia de Chaoskampf en la tradición bíblica es hoy controvertida.
La Septuaginta no hace uso de χάος en el contexto de la creación, en lugar de utilizar el término גיא, “hendidura, desfiladero, abismo”, en Miqueas 1:6 y Zacarías 14:4. La Vulgata, sin embargo, traduce la χάσμα μέγα o "gran abismo" entre el cielo y el infierno en Lucas 16:26 como caos magnum.
Este modelo de un estado primordial de la materia ha sido rechazado por los Padres de la Iglesia desde el siglo II, quienes postularon una creación ex nihilo por un Dios omnipotente. 

### Tradición hawaiana
En el folclore hawaiano, se decía que una tríada de deidades conocidas como "Ku-Kaua-Kahi" (también conocida como "Unidad Suprema Fundamental") existía antes y durante el Caos desde la eternidad, o, en términos hawaianos, mai ka po mai, que significa "desde el momento de la noche, la oscuridad, el Caos". Finalmente rompieron la atmósfera circundante (Po, «noche») y la luz entró en el universo. Luego, el grupo creó tres cielos para moradas junto con la Tierra, el Sol, la Luna, las estrellas y los espíritus asistentes.

### Tradición gnóstica
Según el libro gnóstico Sobre el origen del mundo, el caos no fue lo primero que existió. Cuando se completó la naturaleza de los eones inmortales, Sofía deseó que algo parecido a la luz que existió primero surgiera. Su deseo aparece como una imagen de incomprensible grandeza que cubre el universo celestial, disminuyendo su oscuridad interior mientras una sombra aparece en el exterior que hace que se forme el Caos. Del Caos nace toda deidad, incluido el Demiurgo.

## Alquimia y hermetismo

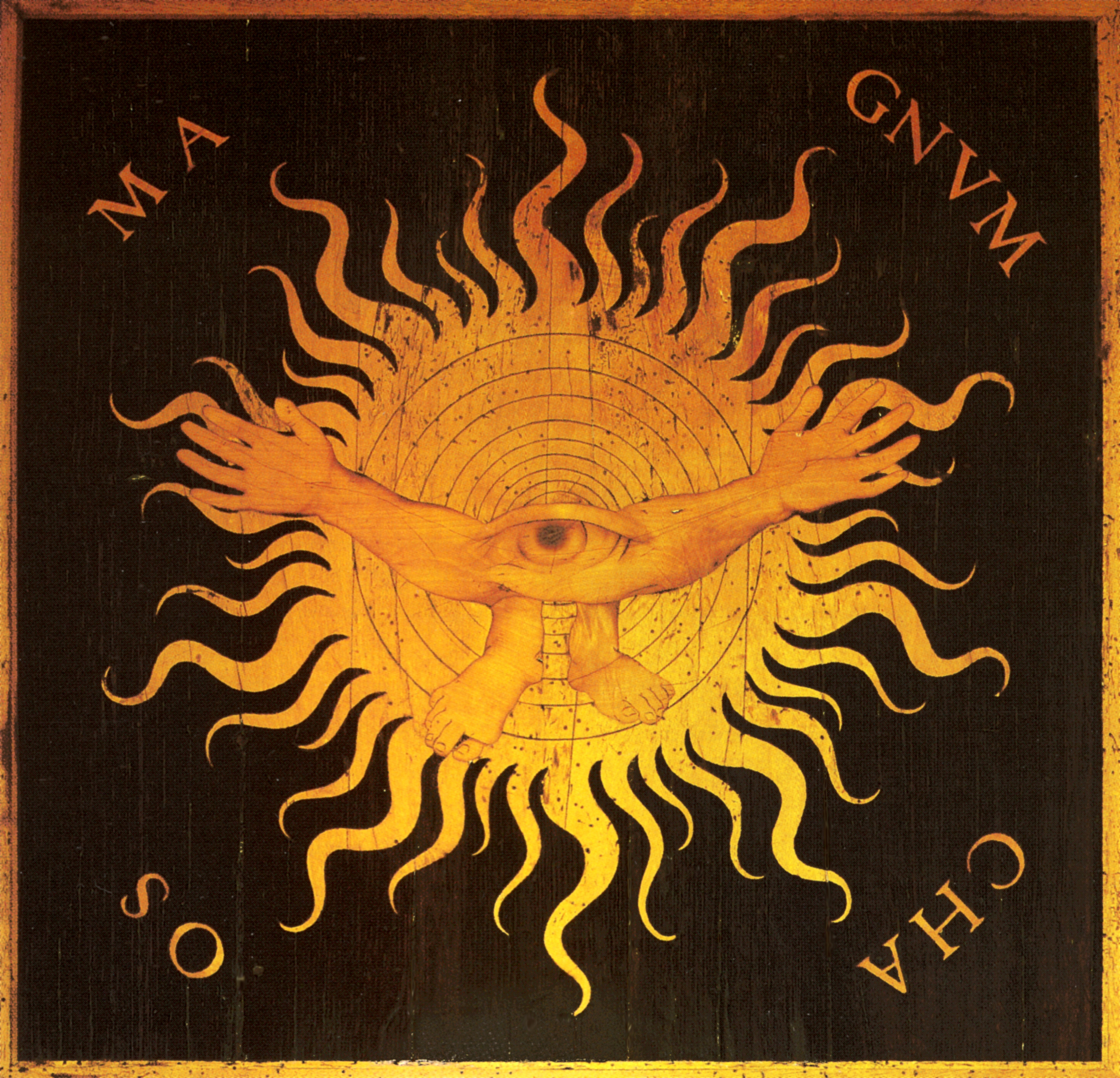
Magnum Chaos, incrustación en madera de Giovan Francesco Capoferri en la Basílica de Santa María la Mayor de Bérgamo, basada en un diseño de Lorenzo Lotto.

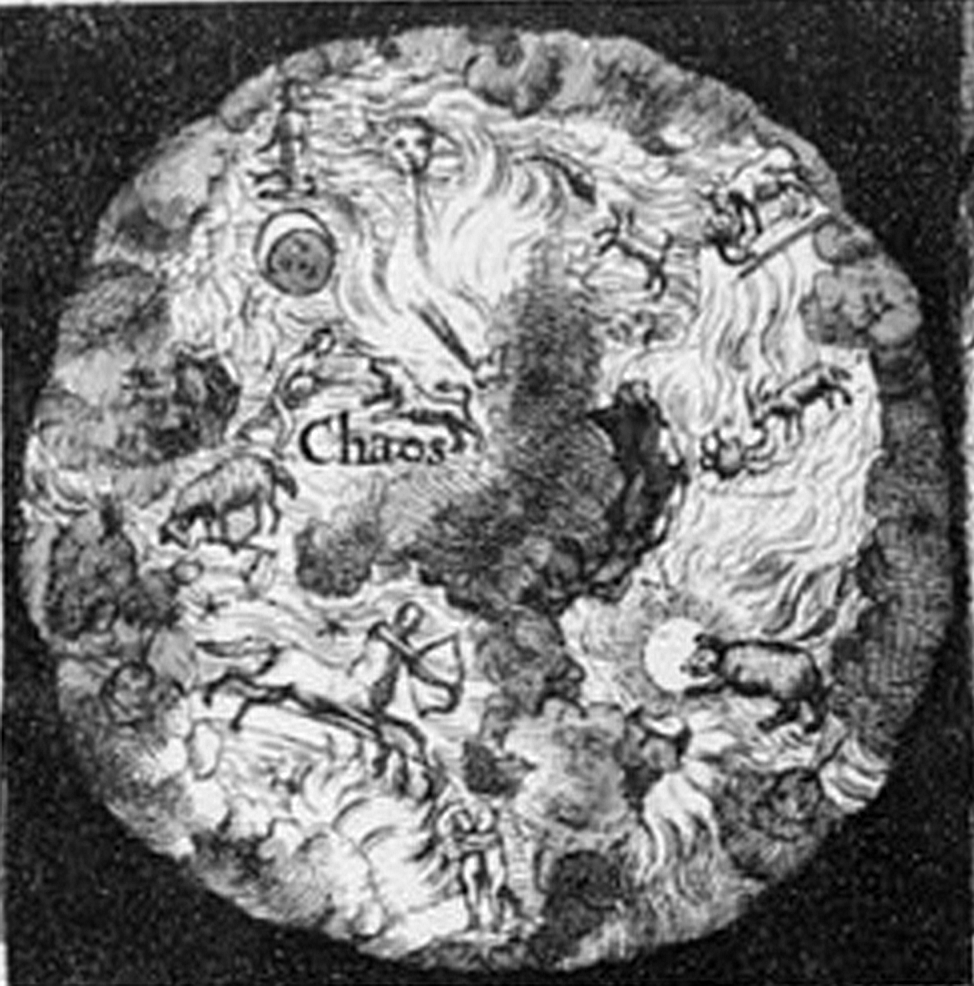
Frontispicio de Magia Naturalis de Giambattista della Porta (1535-1615) con una representación del Chaos.

La tradición grecorromana de la prima materia, que incluye en particular la cosmogonía órfica de los siglos V y VI, se fusionó con nociones bíblicas (Tehom) en el cristianismo y fue heredada por la alquimia y magia renacentista.[cita requerida]
Ramon Llull (1232-1315) escribió un Liber Chaos, en el que identifica al Caos como la forma primordial o materia creada por Dios. El alquimista suizo Paracelso (1493-1541) utiliza el término caos como sinónimo de “elemento clásico” (porque el caos primigenio se imagina como una congestión informe de todos los elementos). Paracelso identifica así la Tierra como "el caos de los gnomos ", es decir, el elemento de los gnomos, a través del cual estos espíritus se mueven sin obstáculos como lo hacen los peces a través del agua, o los pájaros a través del aire. Un tratado alquímico de Heinrich Khunrath, impreso en Frankfurt en 1708, se tituló Caos. La introducción de 1708 afirma que el tratado fue escrito en 1597 en Magdeburgo, cuando el autor tenía 23 años de práctica de la alquimia.  El tratado pretende citar a Paracelso sobre el punto de que "la luz del alma, por la voluntad del Dios Trino, hizo que todas las cosas terrenales aparecieran del Caos primordial".  Martin Ruland el Joven, en su Lexicon Alchemiae de 1612, afirma: "Una mezcla cruda de materia u otro nombre para Materia Prima es Caos, tal como es en el Principio".
El término gas en química fue acuñado por el químico neerlandés Jan Baptist van Helmont en el siglo XVII basándose directamente en la noción paracelsiana del caos. La g en gas se debe a la pronunciación holandesa de esta letra como espirante, también empleada para pronunciar χ griega. 

## Uso moderno
El término caos ha sido adoptado en mitología comparada moderna y en estudios religiosos como referencia al estado primordial antes de la creación, combinando estrictamente dos nociones separadas de aguas primordiales o una oscuridad primordial de la cual emerge un nuevo orden y un estado primordial como una fusión de opuestos, como el cielo y la tierra, que deben ser separados por una deidad creadora en un acto de cosmogonía. En ambos casos, el caos, que se refiere a una noción de un estado primordial, contiene el cosmos en potencia pero necesita ser formado por un demiurgo antes de que el mundo pueda comenzar su existencia.

### Estudios
- West, Martin Litchfield (1966). Hesiod Theogony. Londres: Oxford University Press. pp. 192–3.
- Gigon, O. (1971). «Hesíodo». Los orígenes de la filosofía griega. De Hesíodo a Parménides (2.ª edición). Madrid: Editorial Gredos. pp. 13-44.
- Kirk, G.; Raven, J. E. (1974). «I-Los precursores de la cosmogonía filosófica». Los filósofos presocráticos, Historia crítica con selección de textos (1.ª edición). Madrid: Editorial Gredos. pp. 12-85.